# Hagenmühle (Langenzenn)
Hagenmühle ist ein Gemeindeteil der Stadt Langenzenn im Landkreis Fürth (Mittelfranken, Bayern). Hagenmühle liegt in der Gemarkung Kirchfembach.

## Geographie
Die Einöde liegt an der Erlach (im Unterlauf Fembach genannt), einem linken Zufluss der Zenn. Im Südwesten grenzt das Mühlholz an, 0,5 km südlich liegt das Hardhoffeld. Mittlerweile ist der Ort als Haus Nr. 22 des Hagenmühlwegs aufgegangen.

## Geschichte
Der Ort wurde 1504 als „Hagenmül“ erstmals urkundlich erwähnt. Dem Ortsnamen liegt wahrscheinlich das mittelhochdeutsche Wort „hac“ (= Dornbusch, Strauch) zugrunde.
Gegen Ende des 18. Jahrhunderts bestand Hagenmühle aus einem Anwesen. Das Hochgericht übte das brandenburg-bayreuthischen Fraischvogteiamt Emskirchen-Hagenbüchach aus. Die Mühle hatte das Landesalmosenamt der Reichsstadt Nürnberg als Grundherrn. Von 1797 bis 1810 unterstand der Ort dem Justizamt Markt Erlbach und Kammeramt Emskirchen. Im Rahmen des Gemeindeedikts wurde Hagenmühle dem 1811 gebildeten Steuerdistrikt Hagenbüchach und der 1813 gegründeten Ruralgemeinde Kirchfembach zugeordnet.
Im Zuge der Gebietsreform in Bayern wurde Hagenmühle am 1. Januar 1972 nach Langenzenn eingegliedert.

### Baudenkmal
- Hagenmühlweg 22: ehemalige Mühle[8]

### Einwohnerentwicklung
| Jahr      | 001818 | 001840 | 001861 | 001871 | 001885 | 001900 | 001925 | 001950 | 001961 | 001970 | 001987 |
| Einwohner | 7      | 12     | 7      | 8      | 9      | 6      | 5      | 7      | 9      | 8      | *      |
| Häuser    | 1      | 2      |        |        | 1      | 1      | 1      | 1      | 1      |        | *      |
| Quelle    | [ 10 ] | [ 11 ] | [ 12 ] | [ 13 ] | [ 14 ] | [ 15 ] | [ 16 ] | [ 17 ] | [ 18 ] | [ 19 ] | [ 20 ] |

## Religion
Der Ort ist seit der Reformation evangelisch-lutherisch geprägt und bis heute nach St. Kilian gepfarrt. Die Einwohner römisch-katholischer Konfession waren ursprünglich nach St. Michael gepfarrt, heute ist die Pfarrei St. Marien zuständig.